# Sorrento Calcio 2007-2008
Questa pagina raccoglie le informazioni riguardanti il Sorrento Calcio nelle competizioni ufficiali della stagione 2007-2008.

## Rosa
| N. |                   | Ruolo | Calciatore         |
| -- | ----------------- | ----- | ------------------ |
|    | Italia (bandiera) | D     | Enrico Braca       |
|    | Italia (bandiera) | P     | Alex Brunner       |
|    | Italia (bandiera) | C     | Vincenzo D'Isanto  |
|    | Italia (bandiera) | C     | Gennaro Ferrara    |
|    | Italia (bandiera) | D     | Marcello Ferrara   |
|    | Italia (bandiera) | A     | Gennaro Fragiello  |
|    | Italia (bandiera) | A     | Carmine Gautieri   |
|    | Italia (bandiera) | D     | Michele Iorio      |
|    | Italia (bandiera) | C     | Stefano Maiorano   |
|    | Italia (bandiera) | D     | Maurizio Maraucci  |
|    | Italia (bandiera) | C     | Giovanni Marciano  |
|    | Spagna (bandiera) | A     | Marti Casals Iordi |
|    | Belgio (bandiera) | D     | Donovan Maury      |

| N. |                    | Ruolo | Calciatore        |
| -- | ------------------ | ----- | ----------------- |
|    | Italia (bandiera)  | D     | Davide Migliozzi  |
|    | Italia (bandiera)  | C     | Attilio Nicodemo  |
|    | Italia (bandiera)  | C     | Pasquale Ottobre  |
|    | Italia (bandiera)  | C     | Luigi Pezzella    |
|    | Italia (bandiera)  | C     | Walter Piccioni   |
|    | Italia (bandiera)  | D     | Alessandro Radi   |
|    | Italia (bandiera)  | A     | Massimo Rastelli  |
|    | Italia (bandiera)  | A     | Francesco Ripa    |
|    | Italia (bandiera)  | C     | Gennaro Ruotolo   |
|    | Italia (bandiera)  | A     | Giulio Russo      |
|    | Italia (bandiera)  | A     | Salvatore Sibili  |
|    | Italia (bandiera)  | C     | Giovanni Taormina |
|    | Brasile (bandiera) | D     | Ronaldo Vanin     |

## Risultati

### Campionato

#### Girone di andata
| 26 agosto 2007 1ª giornata | Arezzo | 0 – 1 | Sorrento |  |

| 3 settembre 2007 2ª giornata | Sorrento | 0 – 1 | Potenza |  |

| 9 settembre 2007 3ª giornata | Gallipoli | 3 – 2 | Sorrento |  |

| 16 settembre 2007 4ª giornata | Sorrento | 0 – 0 | Perugia |  |

| 24 settembre 2007 5ª giornata | Sambenedettese | 1 – 1 | Sorrento |  |

| 30 settembre 2007 6ª giornata | Sorrento | 3 – 0 | Sangiovannese |  |

| 8 ottobre 2007 7ª giornata | Salernitana | 1 – 0 | Sorrento |  |

| 14 ottobre 2007 8ª giornata | Sorrento | 0 – 1 | Ancona |  |

| 21 ottobre 2007 9ª giornata | Taranto | 1 – 1 | Sorrento |  |

| 29 ottobre 2007 10ª giornata | Pistoiese | 0 – 1 | Sorrento |  |

| 1 novembre 2007 11ª giornata | Sorrento | 2 – 2 | Lanciano |  |

| 5 novembre 2007 12ª giornata | Juve Stabia | 1 – 1 | Sorrento |  |

| 12 novembre 2007 13ª giornata | Sorrento | 1 – 0 | Martina |  |

| 18 novembre 2007 14ª giornata | Massese | 1 – 0 | Sorrento |  |

| 25 novembre 2007 15ª giornata | Sorrento | 1 – 0 | Pescara |  |

| 3 dicembre 2007 16ª giornata | Lucchese | 2 – 1 | Sorrento |  |

| 9 dicembre 2007 17ª giornata | Sorrento | 1 – 1 | Crotone |  |

#### Girone di ritorno
| 16 dicembre 2007 18ª giornata | Sorrento | 0 – 0 | Arezzo |  |

| 23 dicembre 2007 19ª giornata | Potenza | 2 – 0 | Sorrento |  |

| 14 gennaio 2008 20ª giornata | Sorrento | 1 – 1 | Gallipoli |  |

| 21 gennaio 2008 21ª giornata | Perugia | 0 – 1 | Sorrento |  |

| 3 febbraio 2008 22ª giornata | Sorrento | 1 – 1 | Sambenedettese |  |

| 10 febbraio 2008 23ª giornata | Sangiovannese | 0 – 0 | Sorrento |  |

| 17 febbraio 2008 24ª giornata | Sorrento | 1 – 0 | Salernitana |  |

| 24 febbraio 2008 25ª giornata | Ancona | 1 – 0 | Sorrento |  |

| 10 marzo 2008 26ª giornata | Sorrento | 2 – 2 | Taranto |  |

| 16 marzo 2008 27ª giornata | Sorrento | 1 – 0 | Pistoiese |  |

| 22 marzo 2008 28ª giornata | Virtus Lanciano | 0 – 0 | Sorrento |  |

| 31 marzo 2008 29ª giornata | Sorrento | 3 – 1 | Juve Stabia |  |

| 6 aprile 2008 30ª giornata | Martina | 1 – 2 | Sorrento |  |

| 13 aprile 2008 31ª giornata | Sorrento | 1 – 1 | Massese |  |

| 20 aprile 2008 32ª giornata | Pescara | 3 – 0 | Sorrento |  |

| 27 aprile 2008 33ª giornata | Sorrento | 0 – 0 | Lucchese |  |

| 4 maggio 2008 34ª giornata | Crotone | 2 – 0 | Sorrento |  |